# Eozapus
Eozapus és un gènere de rosegadors de la família dels dipòdids. Els seus únics representants vivents són el ratolí saltador de la Xina (E. setchuanus) i el ratolí saltador de Wanglang (E. wanglangensis), que fan 7-10 cm de llargada i són endèmics de la Xina (Qinghai, Gansu, Ningxia, Shaanxi, Sichuan i Yunnan). Conté un parell d'espècies extintes que s'han trobat a l'Àsia oriental, però també a l'altre extrem d'Euràsia, incloent-hi Espanya i Àustria. Són animals herbívors.